# Calathea hammelii
Calathea hammelii är en strimbladsväxtart som beskrevs av J.D.Kenn. Calathea hammelii ingår i släktet Calathea och familjen strimbladsväxter. Inga underarter finns listade.